# Okręg Le Vigan
Okręg Le Vigan (fr. Arrondissement du Vigan) – okręg w południowo-zachodniej Francji. Populacja wynosi 31 600.

## Podział administracyjny
W skład okręgu wchodzą następujące kantony:
- Alzon,
- Lasalle,
- Quissac,
- Saint-André-de-Valborgne,
- Saint-Hippolyte-du-Fort,
- Sauve,
- Sumène,
- Trèves,
- Valleraugue,
- Le Vigan.